# Музей на Тетовския край
Музеят на Тетовския край (на македонска литературна норма: Музеј на тетовскиот крај) е музей в град Тетово, Северна Македония.

## Описание
Основната дейност на музея е проучването, опазването, популяризирането и представянето на културно-историческото наследство и паметниците на културата в Положката котловина, както и разработване на научноизследователски проекти в областта на археологията, етнологията, историята и историята на изкуството.
В рамките на музея има следните отдели и колекции: археология, етнология, история на изкуството, история. Посетителите могат да видят традиционни носии, предмети и покъщнина , както и други етнографски експонати в постоянната етнографска сбирка. В историческите експозиции са представени документи, фотографии, географски карти и различни оръжия от историческото минало на града от османския период до началото на XX век.

## История
Музеят на Тетовския край е основан в 1950 година. Първоначално е настанен в комплекса на Арабати Баба теке. По-късно е настанен в Йовановата къща в квартал „Два бреста“ на улица „Гоце Делчев“ № 83 под Калето. В тази къща на 19 март 1943 година с решение на Централния комитет на Комунистическата партия на Югославия е образуван Централният комитет на Комунистическата партия на Македония (ЦК на КПМ). Сградата със своите прости и изчистени решения на фасадите, автентичен интериор има архитектурна и естетическа стойност, а в двора е изграден нов открит амфитеатър, където през летния квартал редовно се провеждат различни културни мултимедийни проекти в сътрудничество с неправителствени организации в града.
В 1990 година Музеят е настанен в Стойчевата къща – стара традиционна възрожденска къща от края на XIX – началото на XX век. Къщата е роден дом на комунистическия партизанин Гьоце Стойчевски, обявен посмъртно за народен герой на комунистическа Югославия.
В 2020 година на Музея е предаден и бившият Дом на Армията на Република Македония в централната част на града. В приземния етаж се провеждат няколко културни дейности като промоции, изложби, аудио и визуални представления, работилници и други.